# Arthur Weisbrodt

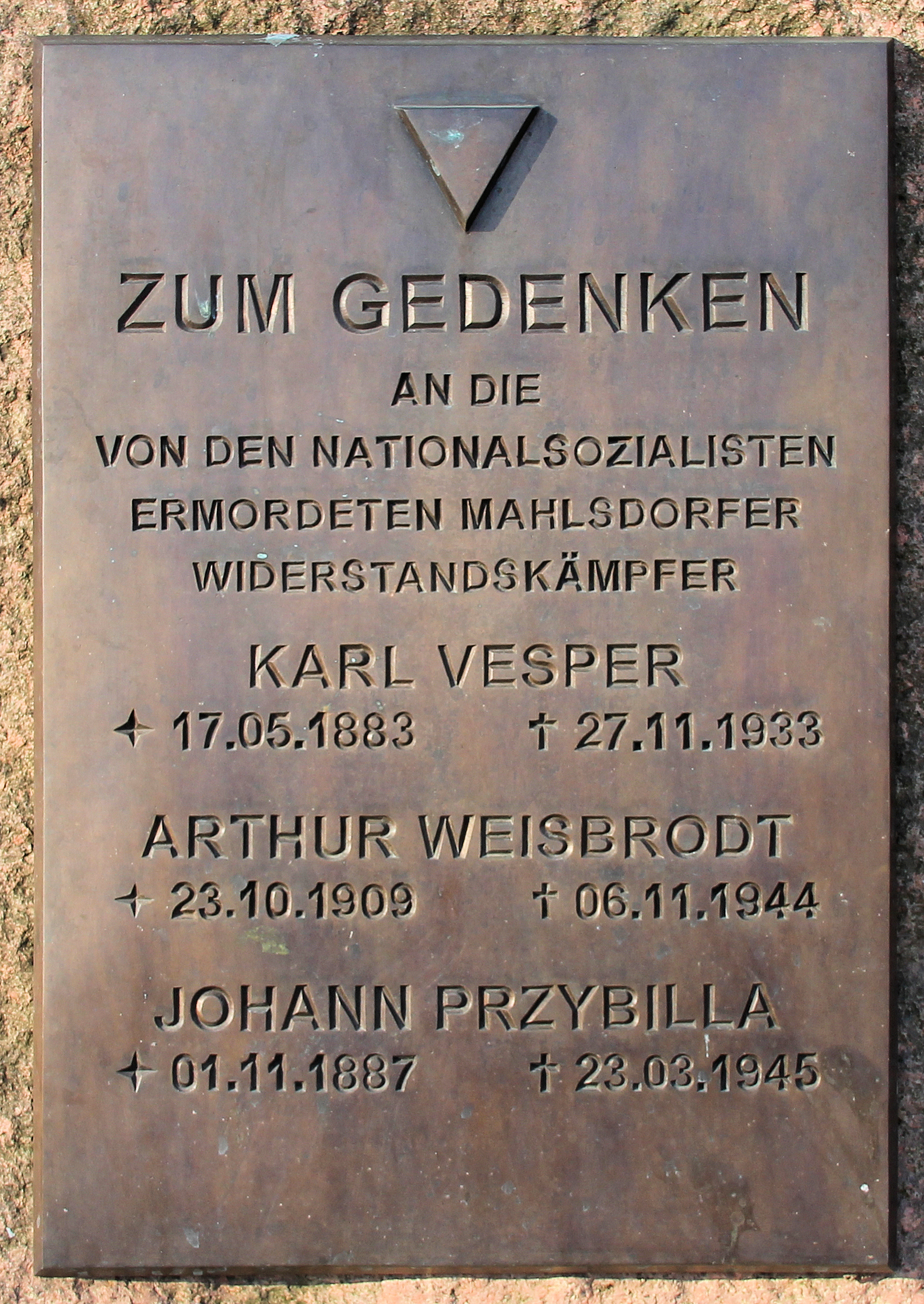
Gedenktafel, Hummelstraße 7, in Berlin-Mahlsdorf

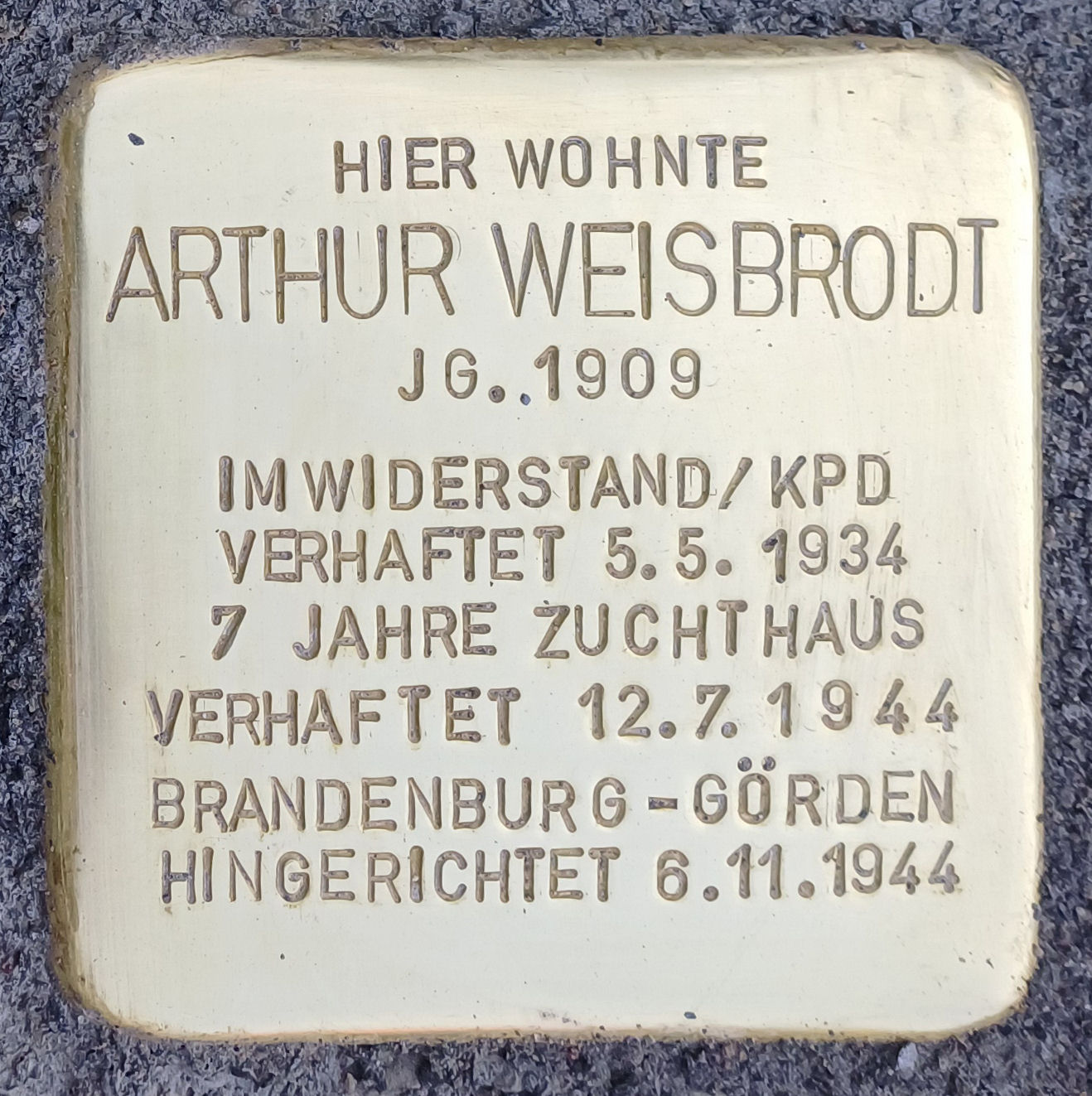
Stolperstein am Haus, Greifswalder Straße 49, in Berlin-Mahlsdorf

Arthur Kurt Paul Weisbrodt (* 23. September 1909 in Rummelsburg bei Berlin; † 6. November 1944 in Brandenburg an der Havel) war ein Widerstandskämpfer gegen den Nationalsozialismus.

## Leben
Arthur Weisbrodt entstammente einer Arbeiterfamilie und erlernte den Beruf des Optikers. Seit 1929 war er Mitglied der Kommunistischen Partei Deutschlands (KPD). Nach Hitlers Machtantritt arbeitete er illegal als Kurier für die Reichsleitung der Roten Hilfe Deutschlands (RHD) und organisierte vor allem die Unterstützung von Verfolgten des NS-Regimes. Er sorgte auch für die technische Herstellung der Untergrundzeitschrift der RHD Tribunal und verteilte diese in seinem Wohnbezirk Mahlsdorf, dabei wurde er von der Gestapo verhaftet und anschließend zu einer Zuchthausstrafe verurteilt. Nach seiner Entlassung aus dem Zuchthaus Brandenburg 1941 fand er wieder Kontakt zur Widerstandsbewegung der KPD in Berlin, er schloss sich einer Gruppe der Saefkow-Jacob-Bästlein-Organisation an und leistete weiter „illegale“ antifaschistische Arbeit. Durch einen Gestapo-Spitzel wurde das Umfeld der Kontakte von Anton Saefkow Anfang Juli 1944 verraten. Daraufhin wurde auch Arthur Weisbrodt verhaftet, am 19. September 1944 zusammen mit Erwin Nöldner und Bernhard Almstadt vom Volksgerichtshof zum Tode verurteilt und am 6. November 1944 im Zuchthaus Brandenburg-Görden enthauptet.

## Ehrungen
In der DDR wurde Arthur Weisbrodt als Antifaschist und Widerstandskämpfer geehrt:
- In Berlin wurde eine Straße im Stadtteil Berlin-Lichtenberg nach Arthur Weisbrodt benannt.
- 1973 wurde auf dem Hof von Schloss Goseck, einer damaligen, nach ihm benannten Jugendherberge in Goseck, ein Gedenkstein für Arthur Weisbrodt errichtet, der unmittelbar nach der deutschen Wiedervereinigung 1990 entfernt wurde.
- An seinem Wohnhaus war bis zur Wende eine Gedenktafel angebracht. Sie befindet sich heute im Bezirksmuseum.

In Berlin-Mahlsdorf wurde am 7. Januar 2010 auf dem Hummelplatz in der Nähe des S-Bahnhofs Mahlsdorf ein Gedenkstein für Arthur Weisbrodt sowie für Johann Przybilla und Karl Vesper enthüllt.
Am 23. September 2024 wurde vor seinem ehemaligen Wohnort, Berlin-Mahlsdorf, Greifswalder Straße 49, ein Stolperstein verlegt.